# Iglesia de Nuestra Señora del Carmen (Puente Genil)
La iglesia de Nuestra Señora del Carmen es un templo de culto católico del municipio español de Puente Genil, en la provincia de Córdoba (Andalucía). Se trata de una parroquia de estilo neogótico levantada a comienzos del siglo XX junto a la zona industrial y ferroviaria. 

## Historia
La parroquia fue construida en 1917, originalmente como una capilla de la Colonia industrial Nuestra Señora del Carmen. Las obras corrieron a cargo del maestro de obras pontanense Rodrigo García Luque. El 10 de mayo de 1954 la capilla fue erigida en parroquia, razón por la cual se amplió la nave única que componía el edificio original mediante un crucero para formar una planta en cruz latina. Las obras fueron dirigidas por el arquitecto Aniceto Martín Moreno, finalizando las mismas en 1958.

## Características
En el aspecto exterior, el edificio destaca por su estilo neogótico. La fachada principal de la iglesia se encuentra revestida de mármoles de varios colores, encima de los cuales aparecen una serie de trazados geométricos en piedra blanca. Las fachadas laterales sobresalen por su ladrillo visto y por la alternancia entre pilastrones y grandes vanos ojivales con recerco de piedra blanca.